# 뉴욕 메츠
뉴욕 메츠(영어: New York Mets)는 미국 뉴욕 퀸스를 연고지로 하는 프로 야구 팀이다. 메이저 리그 내셔널 리그 동부 지구 소속이다.
한편, 1988년 이후 한동안 포스트시즌에 진출하지 못했으며 뒷날 1999년 2000년 2년 연속 포스트시즌에 진출했으나 80년대 양키스의 전철을 밟았던 탓인지(팜팀 육성보다 프리에이전트 시장과 트레이드를 통한 거물급 선수 영입에만 의존) 2014년까지 포스트시즌 진출이 두 차례 밖에(2000년 2006년) 없었고 라이벌 팀 뉴욕 양키스가 중계권료 협상이 난항을 겪어 방송국(YES 네트워크)를 따로 만든 것에 자극받아 뒷날 자체 방송 채널(SNY 방송국)을 설립했다.
아울러, 롯데 마린스와의 협정체결이 추진될 예정이었으나 이런저런 사정 때문에 좌절됐다.

## 라이벌 구단
- 애틀랜타 브레이브스
- 필라델피아 필리스

## 현재 로스터
40인 로스터 보관됨 2014-02-12 - 웨이백 머신

## 역대 주요 선수
- 일본 고미야마 사토루
- 베네수엘라 헤레미 곤살레스
- 대한민국 구대성
- 미국 드와이트 구든
- 미국 커티스 그랜더슨
- 미국 숀 그린
- 미국 존 기븐스
- 미국 브랜던 나이트
- 일본 노모 히데오
- 베네수엘라 페르난도 니에베
- 미국 크리스 니코스키
- 일본 다카쓰 신고
- 일본 다카하시 히사노리
- 미국 케인 데이비스
- 푸에르토리코 카를로스 델가도
- 도미니카공화국 빅토르 디아스
- 미국 R. A. 디키
- 도미니카공화국 라몬 라미레스
- 미국 코리 라이들
- 미국 놀런 라이언
- 미국 데이비드 라이트
- 미국 잭 러츠
- 미국 팀 레딩
- 베네수엘라 프란시스코 로드리게스
- 미국 비니 로티노
- 도미니카공화국 호세 리마
- 도미니카공화국 페드로 마르티네스
- 일본 마쓰이 가즈오
- 미국 마이크 마셜
- 미국 마이크 피아자
- 미국 마이크 피어리
- 미국 마이크 매덕스
- 미국 윌리 메이스
- 푸에르토리코 카를로스 바에르가
- 대한민국 박찬호
- 도미니카공화국 윌슨 발데스
- 푸에르토리코 호세 발렌틴
- 미국 보비 밸런타인
- 미국 브렛 버틀러
- 미국 요기 베라
- 캐나다 제이슨 베이
- 미국 히스 벨
- 푸에르토리코 카를로스 벨트란
- 미국 앤드루 브라운
- 미국 크레이그 브라젤
- 미국 빌리 빈
- 대한민국 서재응
- 미국 게리 셰필드
- 미국 조쉬 스틴슨
- 미국 워런 스판
- 미국 톰 시버
- 일본 신조 쓰요시
- 미국 베니 아그바야니
- 미국 데이비드 아즈마
- 푸에르토리코 로베르토 알로마
- 미국 존 애드킨스
- 미국 애런 하랑
- 미국 대런 오데이
- 미국 대런 올리버
- 미국 개릿 올슨
- 미국 맷 왓슨
- 일본 요시이 마사토
- 일본 이가라시 료타
- 미국 대나 이브랜드
- 일본 이시이 가즈히사
- 미국 게리 카터
- 미국 데이비드 콘
- 도미니카공화국 바톨로 콜론
- 미국 저스틴 터너
- 미국 랠프 테리
- 미국 짐 테이텀
- 미국 조 토리
- 미국 조쉬 톨
- 멕시코 올리베르 페레스
- 푸에르토리코 페드로 펠리시아노
- 도미니카공화국 훌리오 프랑코
- 미국 제프 프랑코어
- 미국 제이슨 프리디
- 미국 맷 하비 (현재 투수)
- 미국 오렐 허샤이저
- 미국 필립 험버
- 미국 숀 헤어
- 미국 리키 헨더슨
- 멕시코 카림 가르시아
- 미국 제이컵 디그롬

## 역대 주장 계보
- 키스 에르난데스 : 1987 ~ 89년
- 게리 카터 : 1988 ~ 89년
- 존 프랑코 : 2001 ~ 04년
- 데이비드 라이트 : 2013 ~ (현재)

## 결번

### 공식적 영구
| 케이시 스텡걸 감독: 1962~65년 1965년 9월 2일 결번 | 길 호지스* 1루수: 1962~63년 감독: 1968~71년 1973년 6월 9일 결번 | 톰 시버* 투수: 1966~77년 1983년 1988년 7월 24일 결번 | 재키 로빈슨 메이져리그 전체 결번 1997년 4월 15일 결번 | 윌리엄 셰이 2008년 4월 8일 지정 |

- #31: 마이크 피아자 포수 1998~2005년, 2016년 7월 25일 결번

### 비공식
- #8: 게리 카터
- #17: 키스 에르난데스
- #24: 윌리 메이스, 리키 헨더슨
- #31: 존 프랑코

## 역대 한국인 선수
(메츠 시절 등번호, 포지션, 메츠에서 메이저 소속이던 시즌)
- 서재응 - 38번/40번/26번, 투수, 2002년~2005년
- 구대성 - 17번, 투수, 2005년
- 박찬호 - 61번, 투수, 2007년

## 같이 보기
- 월드 시리즈의 우승 팀 목록